# John Kemys Spencer-Churchill
John Kemys George Thomas Spencer-Churchill (27 décembre 1835 - 9 août 1913) est administrateur du service colonial britannique et est gouverneur de Montserrat et commissaire de Saint-Kitts-et-Nevis . 

## Biographie
Il est le deuxième fils de Charles Spencer-Churchill né le 27 décembre 1835. Il fait ses études au Winchester College et rejoint l'armée en 1854 au siège de Sebastapol. 
Après avoir quitté l'armée, il rejoint le service colonial dans les Antilles où il occupe diverses fonctions administratives, notamment celles de président des îles Vierges britanniques de 1879 à 1882, de Gouverneur de Montserrat de 1888 à 1889 et de commissaire de Saint-Kitts-et-Nevis de 1889 à 1895 . 
Spencer-Churchill épouse Edith Maxwell Lockhart en 1881 . Il meurt à Falmouth le 9 août 1913, à l'âge de 78 ans. 